# Wad Madani
Wad Madani (en arabe: ودمدني) est la capitale de l'État d'Al Jazira, dans le centre-est du Soudan. En 1993, la ville comptait 211 362 habitants. Reliée à Khartoum par chemin de fer, elle se situe au centre d'une région dominée par la culture du coton.

## Historique
Dans les premiers mois de la guerre civile soudanaise de 2023, elle tombe sous le contrôle des Forces de soutien rapide après une bataille le 19 décembre 2023. Les forces armées soudanaises la reprennent le 11 janvier 2025.

## Transport
Deux routes transafricaines traversent Wad Madani:
- Transafricaine 4, Le Caire - Le Cap
- Transafricaine 6, N'Djamena - Djibouti

## Personnalités liées
- Abdel Aziz El Mubarak (1951-2020), chanteur de folk-reggae soudanais
- Rachid Diab (1957-), artiste peintre.